# Enlarged to Show Detail
Enlarged to Show Detail (ETSD) — первый документальный видеоальбом американской группы альтернативного рока 311, а также одноимённый мини-альбом. Релиз состоялся 5 ноября 1996 года. Видеоальбом получил сертификат платинового диска от RIAA.

## Список композиций мини-альбома
| №                   | Название             | Длительность |
| ------------------- | -------------------- | ------------ |
| 1.                  | «Tribute»            | 4:16         |
| 2.                  | «Let The Cards Fall» | 3:27         |
| 3.                  | «Gap»                | 2:10         |
| 4.                  | «Soulsucker»         | 3:32         |
| Общая длительность: | Общая длительность:  | 13:25        |

## Чарты
| Чарты        | Год    | Чарты         | Позиция             |
| ------------ | ------ | ------------- | ------------------- |
| Чарты        | 1996   | Billboard 200 | 1                   |
| Сертификация | Страна | Сертификация  | Продажи             |
| Сертификация | США    | Платиновый    | более 50 тыс. копий |

## Участники записи
311
- Ник Гексум — вокал, ритм-гитара
- Дуглас «S.A.» Мартинес — вокал, тёрнтейбл
- Тим Махоуни — соло-гитара
- Аарон «P-Nut» Уиллс — бас-гитара
- Чед Секстон — ударные, перкуссия